# Колесникова Тетяна Миколаївна
Тетяна Миколаївна Колесникова (нар. 9 серпня 1977, Миколаїв) — українська веслувальниця (академічне веслування), чемпіонка світу та Європи, учасниця двох Олімпіад, заслужений майстер спорту України.
Закінчила Національний університет фізичного виховання і спорту України (2002), Київський інститут бізнесу та технологій (2010).
Тренери — Раїса Безсонова, Володимир Морозов.

## Спортивна кар'єра
Дебютувала на міжнародних змаганнях 1993 року на юнацькому чемпіонаті світу, на якому в складі вісімки зі стерновим стала четвертою. 1994 року на юнацькому чемпіонаті світу була п'ятою в четвірках розпашних без стернового.
1995 року на чемпіонаті світу зайняла одинадцяте місце в вісімках зі стерновим, а 1997 року — дев'яте в двійках парних.
Виступила на одному з етапів Кубку світу 1998 в складі четвірки парної, а 1999 — в вісімках зі стерновим. На чемпіонаті світу 1999 була шостою в двійках парних.
2000 року на чемпіонаті світу була сьомою в четвірках розпашних без стернового.
2001 року ввійшла до складу четвірки парної і зайняла перше і сьоме місце на етапах Кубку світу і шосте на чемпіонаті світу.
2002 року в складі четвірки парної (Олена Ронжина, Наталія Губа, Олена Сеньків, Тетяна Колеснікова) тричі перемагала на етапах Кубку світу і стала його володаркою, а на чемпіонаті світу була шостою.
2003 року зайняла перше і третє місце на етапах Кубку світу і п'яте на чемпіонаті світу.
2004 року зайняла сьоме і шосте місце на етапах Кубку світу.
Член олімпійської збірної України на Іграх XXVIII Олімпіади 2004 року в Афінах. У складі четвірки парної (Олена Морозова, Яна Дементьєва, Тетяна Колесникова й Олена Олефіренко) була третьою в фінальному заїзді, але рішенням комітету МОК, через вживання Оленою Олефіренко препаратів, що можуть бути основою для створення допінгу, результат українок скасовано, а бронзові нагороди передано австралійкам.
2005 року в складі четвірки парної (Яна Дементьєва, Наталія Рижкова, Тетяна Колеснікова, Олена Морозова) була другою і двічі третьою на етапах Кубку світу і стала срібною призеркою Кубку світу 2005.
2006 року на чемпіонаті світу була сьомою в четвірках парних.
2007 року зайняла п'яте місце на етапі Кубку світі, четверте — на чемпіонаті світу і стала чемпіонкою Європи в четвірках парних.
Член олімпійської збірної України на XXIX Олімпійських іграх 2008 року у Пекіні. У фінальному заїзді четвірки парної серед жінок на 2 км Світлана Спірюхова, Олена Олефіренко, Наталія Ляльчук і Тетяна Колеснікова стали четвертими, програвши команді Німеччині, що зайняла третє місце, 0,46 сек. (6:20.02).
В парній четвірці чотири рази ставала чемпіонкою Європи у 2007 (Світлана Спірюхова, Тетяна Колеснікова, Олена Олефіренко, Наталія Губа), 2008 (Світлана Спірюхова, Тетяна Колеснікова, Олена Олефіренко, Наталія Ляльчук), 2009 (Світлана Спірюхова, Тетяна Колеснікова, Анастасія Коженкова і Яна Дементьєва) і 2011 (Світлана Спірюхова, Тетяна Колеснікова, Наталія Губа, Катерина Тарасенко). Чемпіонка світу 2009 в парній четвірці (Світлана Спірюхова, Тетяна Колеснікова, Анастасія Коженкова і Яна Дементьєва).
2010 року в складі четвірки парної (Наталія Рижкова, Світлана Спірюхова, Наталія Губа, Тетяна Колеснікова) була четвертою і двічі другою на етапах Кубку світу і вдруге стала срібною призеркою Кубку світу. На чемпіонаті Європи 2010 в складі вісімки зі стерновим зайняла четверте місце. На чемпіонаті світу 2010 в одиночках була одинадцятою.
2011 року в складі четвірки парної зайняла четверте і шосте місця на етапах Кубку світу, шосте місце на чемпіонаті світу і перше на чемпіонаті Європи.
Була в числі кандидатів на виступ на XXX Олімпійських іграх 2012 року, але 2012 року займала четверті місця на етапі Кубку світу і кваліфікаційній олімпійській регаті в складі вісімки зі стерновим і на Олімпіаду не потрапила. На чемпіонаті Європи 2012 в змаганнях вісімок зі стерновим була п'ятою, після чого завершила спортивну кар'єру.
Від 2010 року Тетяна Колеснікова — член Комісії атлетів Національного олімпійського комітету України.